# Бабичівська сільська рада (Пулинський район)
Бабичівська сільська рада — колишня адміністративно-територіальна одиниця та орган місцевого самоврядування у Черняхівському, Новоград-Волинському, Житомирському, Пулинському районах, Житомирській міській раді Волинської округи, Київської та Житомирської областей УРСР та України з адміністративним центром у с. Бабичівка.

## Населені пункти
Сільській раді підпорядковувались населені пункти:
- с. Бабичівка
- с. Будище
- с. Видумка

## Населення
Кількість населення ради, станом на 1923 рік, становила 1 200 осіб, кількість дворів — 200.
Кількість населення сільської ради, станом на 1924 рік, становила 1 188 особи.
Кількість населення ради, станом на 1931 рік, становила 708 осіб.
Відповідно до результатів перепису населення 1989 року, кількість населення ради, станом на 12 січня 1989 року, становила 539 осіб.
Станом на 5 грудня 2001 року, відповідно до перепису населення України, кількість мешканців сільської ради становила 509 осіб.

## Склад ради
Рада складалася з 14 депутатів та голови.

## Керівний склад сільської ради
| ПІБ                       | Основні відомості                                                    | Дата обрання | Дата звільнення |
| ------------------------- | -------------------------------------------------------------------- | ------------ | --------------- |
| Таранець Галина Дмитрівна | Сільський голова, 1951 року народження, освіта, член народної партії | 26.03.2006   | 31.03.2008      |
| Дубина Оксана Петрівна    | Сільський голова, 1975 року народження, освіта, позапартійна         | 30.11.2008   | 31.10.2010      |
| Дубина Оксана Петрівна    | Сільський голова, 1976 року народження, освіта вища, позапартійна    | 31.10.2010   |                 |

Примітка: таблиця складена за даними джерела

## Історія
Раду було утворено в 1923 році у складі села Бабичівка та колоній Бабичівка, Будище Ясинського (згодом — Будище), Єрузалимка Пулинської волості Житомирського повіту Волинської губернії. 18 жовтня 1924 року кол. Єрузалимівка була передана до складу Старо-Олександрівської сільської ради Пулинського району, 28 жовтня 1926 року кол. Бабичівку — до складу новоствореної Видумської сільської ради Пулинського району. 28 вересня 1925 року отримала статус польської національної сільської ради.
Станом на 1 вересня 1946 року сільська рада входила до складу Червоноармійського району Житомирської області, на обліку в раді перебували с. Бабичівка та х. Будище.
11 серпня 1954 року було підпорядковане с. Видумка ліквідованої Видумської сільської ради.
Станом на 1 січня 1972 року сільська рада входила до складу Червоноармійського району Житомирської області, на обліку в раді перебували села Бабичівка, Будище та Видумка.
Від 1 серпня 2017 року територія сільської ради увійшла до новоствореної Мартинівської сільської територіальної громади Житомирської області.
Входила до складу Черняхівського (від 7.03.1923 р., 3.06.1930 р., 30.12.1962 р.), Пулинського (Червоноармійського, 21.08.1924 р., 21.03.1934 р., 14.05.1939 р., 8.12.1966 р., Новоград-Волинського (7.01.1963 р.), Житомирського (4.01.1965 р.) районів та Житомирської міської ради (17.10.1935 р.).